# Dara (Mesopotamia)
Dara o Daras (en griego: Δάρας) fue una importante ciudad fortaleza del Imperio romano de Oriente en el norte de Mesopotamia, en la frontera con el Imperio sasánida. Debido a su gran importancia estratégica, ocupó un lugar destacado en los conflictos romano-persas del siglo VI, con la famosa Batalla de Dara que tuvo lugar ante sus muros en 530. El antiguo arzobispado sigue siendo una sede titular católica múltiple. Hoy el pueblo turco de Oğuz, provincia de Mardin, ocupa su ubicación.

## Historia

### Fundación por Anastasio I
Durante la Guerra de Anastasio en 502–506, a los ejércitos romanos les fue mal contra los persas sasánidas. Según la Crónica siríaca de Zacarías de Mitilene, los generales romanos atribuyeron sus dificultades a la falta de una base sólida en el área, a diferencia de los persas, que poseían la gran ciudad de Nisibis (que hasta su cesión en 363 había servido con los mismos propósito para los romanos).
Así, en 505, mientras el rey persa Kavadh I estaba con asuntos en el este, el emperador Anastasio I decidió reconstruir el pueblo de Dara, a solo 18 km hacia el oeste de Nisibis y a solo a 5 km de la frontera real con Persia, para ser 'un refugio para el ejército donde podrían descansar, para la preparación de las armas y para la protección del país de los árabes de las incursiones de persas y sarracenos'. Albañiles y trabajadores de toda Mesopotamia se reunieron y trabajaron con gran diligencia. La nueva ciudad fue construida sobre tres colinas, y en la más alta de las mismas se encontraba la ciudadela, dotada de grandes almacenes, baño público y cisternas de agua. La ciudad tomó el nombre de Anastasiópolis (en griego: Ἀναστασιούπολις) y llegó a ser la sede del dux Mesopotamiae.

### Reconstrucción de Justiniano

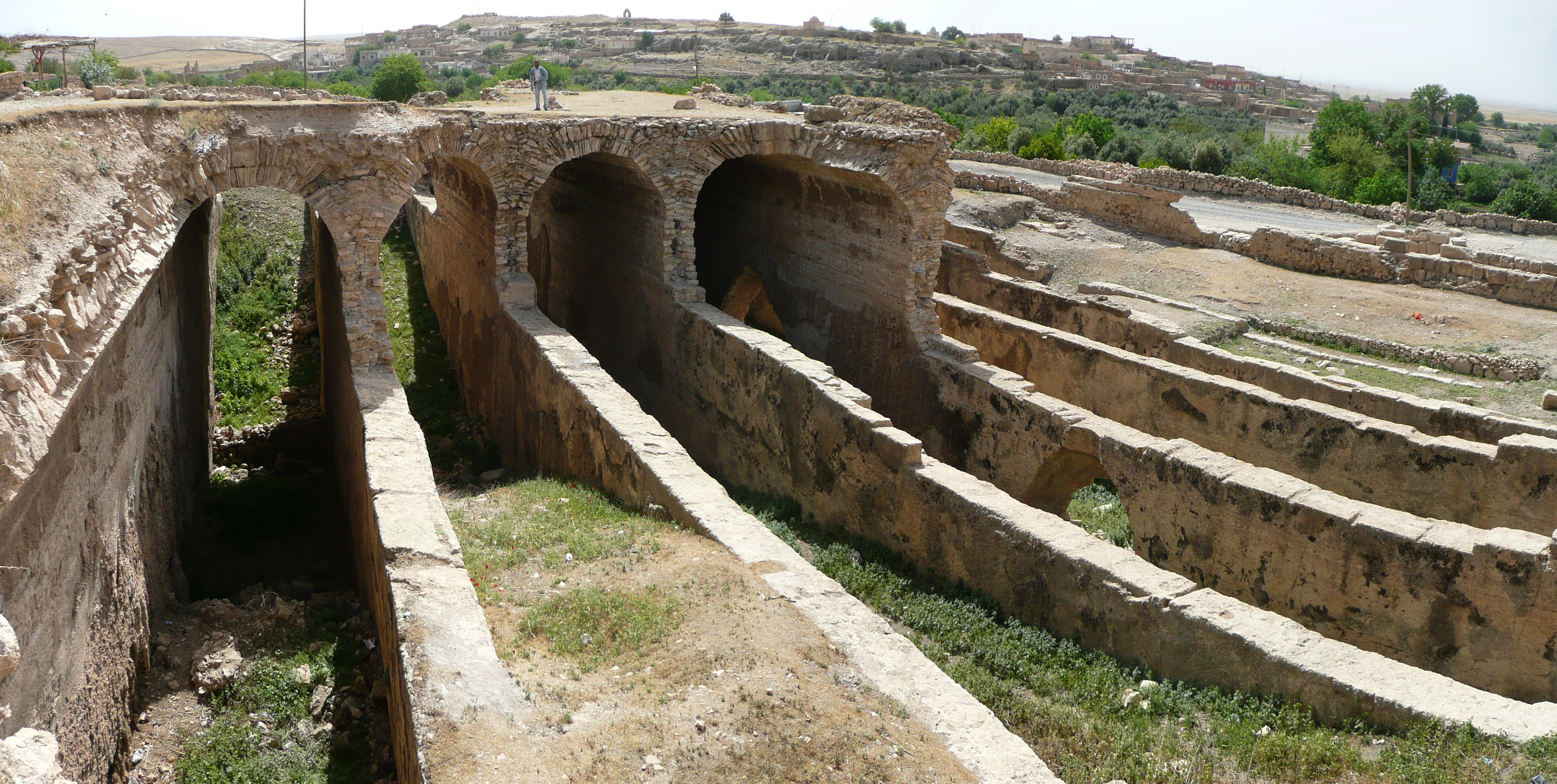
Restos de las cisternas de Dara.

Según Procopio, la construcción apresurada de las murallas originales resultó en una mala calidad, y las condiciones climáticas severas de la región aumentaron el problema, arruinando algunas secciones. El emperador bizantino Justiniano I se vio obligado a realizar importantes reparaciones en la ciudad, a la que renombraría Iustiniana Nova. Las murallas fueron reconstruidas y el muro interior elevado con un nuevo piso, duplicando su altura a unos 20 m. Las torres fueron reforzadas y elevadas a tres pisos (c. 35 m) de altura, se preparó un foso y se llenó de agua.
Los ingenieros de Justiniano también desviaron el cercano río Cordes hacia la ciudad cavando un canal. El río fluyó entonces a través de la ciudad, asegurando un amplio suministro de agua. Al mismo tiempo, se desvió su flujo hacia un canal subterráneo que salía 65 km más al norte, La guarnición pudo así cortarle el agua a su enemigo, un hecho que salvó a la ciudad en varias ocasiones. Para evitar el peligro de inundaciones, que ya había destruido en otras ocasiones una gran parte de la ciudad, se construyó una elaborada presa de arco para contenerlas, una de las primeras conocidas de su tipo. Además, se construyeron cuarteles para la guarnición, además de dos nuevas iglesias, la 'Gran Iglesia', y una dedicada a San Bartolomé.

### Historia posterior
La ciudad fue asediada y capturada por los persas de Cosroes I en 573-574, pero fue devuelta a los romanos por Cosroes II después del tratado romano-persa de 590. Fue tomada nuevamente por Cosroes II en 604-05 después de un asedio de nueve meses, y recuperada nuevamente por Heraclio para el Imperio romano. Finalmente fue conquistada en 639 por los musulmanes árabes, con lo que la ciudad perdió su importancia militar, declinó y finalmente fue abandonada.

### Historia moderna
En Dara tuvo lugar una masacre durante el llamado genocidio armenio. Para algunas fuentes, las cisternas se llenaron con los cuerpos de armenios sacrificados de Diyarbakır, Mardin y Erzurum durante la primavera y el verano de 1915.